# آنجلو اسکالتزونه
آنجلو اسکالتزونه (ایتالیایی: Angelo Scalzone; ۲ ژانویهٔ ۱۹۳۱ – ۲۹ آوریل ۱۹۸۷) تیرانداز اهل ایتالیا بود.
وی در مسابقات کشوری و بین‌المللی در مجموع برندهٔ ۱ مدال طلا شده‌است.